# M.I.A.
Mathangi „Maya” Arulpragasam (n. pe 18 iulie 1975 și cunoscută sub numele de scenă M.I.A.) este o cântăreață, compozitoare și producătoare muzicală britanică de origine tamilă, renumită pentru implicarea sa în modă, arte vizuale și activism politic.
În plan muzical interpreta a devenit cunoscută la începutul anului 2004, grație primelor sale discuri single – „Galang” și „Sunshowers” – care au fost intens comercializate în mediul virtual. Primul său album, intitulat Aralar, a fost lansat în martie 2005 și a primit la scurt timp o nominalizare în cadrul prestigioasei gale Mercury. Cel de-al doilea album, numit Kala, a fost lansat în 2007 și i-a adus două nominalizări la premiile Grammy și o nominalizare la premiul Oscar.
În 2009, revista americană Time a inclus-o pe M.I.A. în topul 100 al celor mai influente persoane din lume, datorită “influenței globale pe care o are în mai multe domenii”.
Ea a lansat albumul său de debut Arular în 2005 și al doilea album Kala în 2007, atât la o recunoaștere critică largă. Arular a înregistrat în Norvegia, Belgia, Suedia, Japonia și Statele Unite ale Americii, unde a ajuns pe locul 16 pe Billboard Independent Albums și pe locul trei în diagrama Dance / Electronic Albums. Kala a fost certificată de argint în Marea Britanie și o certificată de aur în Canada și Statele Unite ale Americii, unde a depășit graficul Dance / Electronic Albums. De asemenea, a fost lansată în mai multe țări din Europa, Japonia și Australia. Primul single "Boyz" al albumului a ajuns în Top 10 în Canada și pe Billboard Hot Dance Singles Sales în 2007, devenind primul său Top 10 single charting. Single-ul Paper plane a atins punctul maxim în top 20 la nivel mondial și au ajuns pe locul patru pe Billboard Hot 100. Paper plane a fost certificată de aur în Noua Zeelandă și de trei ori certificata de platină în Canada și SUA, unde, începând din noiembrie 2011 a fost clasat pe locul al șaptelea cel mai bine vândut cântec de către un artist britanic în era digitală. A devenit cel de-al doilea cel mai bine vândut single al lui XL Recordings până în prezent. Cel de-al treilea album al lui M.I.A,a fost Maya,  lansat în 2010, la scurt timp după controversatul film de scurt metraj "Born Free". Acesta a devenit cel mai mare album din Marea Britanie și Statele Unite ale Americii, atingând numărul nouă pe Billboard 200, topping-ul albumului Dance / Electronic Albums și debutul în Top 10 în Finlanda, Norvegia, Grecia și Canada. Single-ul XXXO a atins Top 40 în Belgia, Spania și Marea Britanie. M.I.A. A lansat cinci turnee globale de top și este fondatorul propriei sale etichete multimedia, N.E.E.T. Recordings. Al patrulea album de studio, Matangi, a fost lansat în 2013, urmat de AIM în 2016.

## Viața personală
M.I.A a avut o implicație romantica cu un DJ american, pe nume Diplo.

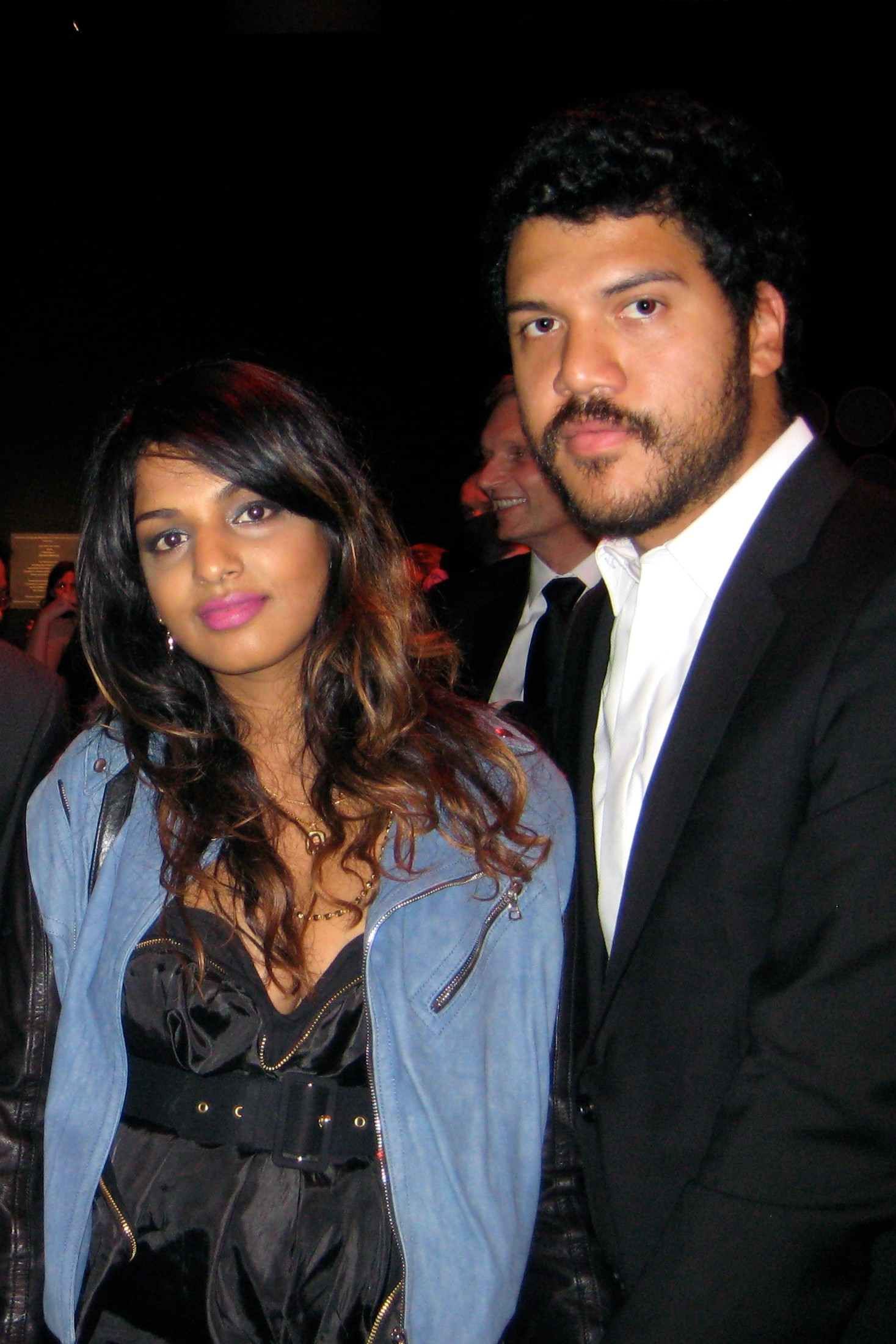
M.I.A s
i Ben

Din 2006 până în 2008, M.I.A a locuit în cartierul Bedford-Stuyvesant din Brooklyn, New York, unde l-a întâlnit pe Benjamin Bronfman (alias Benjamin Brewer), ecologist, fondator al Green Owl, muzician și membru al familiei Bronfman și al familiei Lehman. Ei au devenit logodiți și a dat naștere fiului lor, Ikhid Edgar Arular Bronfman, pe 13 februarie 2009, la doar trei zile după ce a jucat la Premiile Grammy. În februarie 2012, a fost anunțat că ea și Bronfman s-au despărțit. Într-un interviu din 2013 cu Ferrari Sheppard, M.I.A. a comentat despre relația sa cu Bronfman și bogăția familiei sale: "Cred că e ciudat, nu că am ajuns cu Ben și apoi, dintr-odată, am fost un miliardar. Stii? Am ajuns cu Ben și mi-am dat seama că venim din diferite lumi, dar este interesant faptul că este vorba mai mult despre conceptele, din nou: elitismul și puterea."

## Discografie
- Arular (2005)
- Kala (2007)
- Paper plane (2009)
- Maya (2010)
- Matangi (2013)
- Metahdatah (2015)
- AIM (2016)